# Чемпионат России по самбо среди женщин 2009
Чемпионат России по самбо среди женщин 2009 года проходил в городе Ржев со 2 по 6 февраля.

## Медалисты
| Весовая категория | Золото                                   | Серебро                         | Бронза                                                     |
| ----------------- | ---------------------------------------- | ------------------------------- | ---------------------------------------------------------- |
| до 48 кг          | Полина Рубель Владивосток                | Мария Молчанова Краснокамск     | Гаянэ Арутюнян Москва Кристина Квачан Владивосток          |
| до 52 кг          | Диана Алиева Выкса                       | Сусанна Мирзоян Пенза           | Мария Проскура Москва Наталья Чернецова Москва             |
| до 56 кг          | Татьяна Зенченко Владивосток             | Мария Румянцева Березники       | Наталья Арановская Лабинск Марианна Алиева Выкса           |
| до 60 кг          | Яна Костенко Владивосток                 | Олеся Кондратьева Ангарск       | Екатерина Захарова Новосибирск Юлия Гурбина Вышний Волочёк |
| до 64 кг          | Екатерина Гольберг Астрахань             | Юлия Семёнова Калуга            | Наталья Мельникова Брянск Анна Булавина Санкт-Петербург    |
| до 68 кг          | Ольга Усольцева Рязань                   | Светлана Аверушкина Пермь       | Елена Каменских Краснокамск Марина Баранова Пермь          |
| до 72 кг          | Светлана Галянт Петропавловск-Камчатский | Олеся Овсейчук Рязань           | Ольга Захарцова Калининград Елена Артемьева Ангарск        |
| до 80 кг          | Анна Субботина Санкт-Петербург           | Алёна Качоровская Волжский      | Надежда Еремеева Екатеринбург Ирина Алексеева Балаково     |
| свыше 80 кг       | Ирина Родина Пермь                       | Светлана Федосеенко Новосибирск | Анна Балашова Пермь Александра Радченко Калуга             |

## Командное первенство

### По регионам
1. Пермский край;
2. Приморский край;
3. Рязанская область.

### По округам
1. Приволжский федеральный округ;
2. Дальневосточный федеральный округ;
3. Центральный федеральный округ;